# Globulette
Globuletten (lateinisch-französisch Kügelchen) sind eng begrenzte Gebiete innerhalb eines Sternentstehungsgebiets, in denen substellare Objekte entstehen. Sie unterscheiden sich von den Globulen durch ihre kleinere Masse, weshalb Globuletten die Vorläuferobjekte für Braune Zwerge oder ungebundene Exoplaneten sind. Globuletten haben in ihren Außenbereichen eine Temperatur von nur wenigen Kelvin über dem absoluten Nullpunkt, weshalb in diesen kleinen Molekülwolken stabiler Staub existiert. Die Globuletten sind daher als dunkle Punkte vor hellen HII-Gebieten zu beobachten.
Globuletten zeigen im fernen Infrarot keine Anzeichen für einen Protostern. Ihr Durchmesser liegt bei weniger als 10.000 Astronomische Einheiten, mit einem typischen Wert von 2.500 AE. Die Gesamtmasse der meisten Globuletten unterschreitet einen Wert von 13 Jupitermassen und liegt damit im Bereich zwischen Braunen Zwergen und Planeten.
Globuletten liegen häufig in der Nähe eines schwachen Filaments des Nebels, der sich im Zustand der Auflösung befindet. Wahrscheinlich entstehen sie als Produkt der Abtragung von Filamenten oder anderer Strukturen des Nebels. Globuletten zeigen eine Relativgeschwindigkeit von 5 bis 10 km/s gegenüber ihrem HII-Gebiet. Diese wird wahrscheinlich durch den Raketeneffekt hervorgerufen: die zum Nebel zeigende Seite wird stark erhitzt und verdampft, wodurch die Globulette beschleunigt wird.
Ihre Form ist häufig rund und zeigt im Gegensatz zu Globulen keine Anzeichen für einen hellen Rand, der durch eine Photoevaporation eines frühen Sterns entsteht; nur wenige Globuletten zeigen die typische Tränenform der Proplyds. Simulationsrechnungen zeigen einen durch Photoevaporation ausgelösten Schock, der zu einem Gravitationskollaps führen kann. Bei einem Teil der Globuletten ist vor einer vollständigen Auflösung durch die UV-Strahlung früher Sterne bereits ein Exoplanet oder Brauner Zwerg entstanden, der die Photoevaporation überlebt und als ungebundenes Objekt durch die Milchstraße wandert. Diese ungebundenen Exoplaneten sind indirekt über Gravitationslinseneffekte nachgewiesen worden.